# Rial de Yemen del Norte
El Rial fue la moneda de Yemen del Norte, en primer lugar fue la moneda de curso legal del extinto Reino de Yemen, y luego fue la moneda oficial de la República Árabe de Yemen (conocida comúnmente como Yemen del Norte).

## Historia
El rial se dividía en 160 zalat, 80 Halala o 40 buqsha. Durante el reinado de Iman Yahya, fueron acuñadas las primeras monedas. Las monedas fraccionarias se las denominó en un principio como Ahmadi en honor al rey Imam Ahmad. En consecuencia, la moneda era a veces llamada "Rial Imadi".
Una moneda de estilo moderno fue introducida en circulación en 1963, tras el establecimiento de la República Árabe del Yemen. El país fue uno de los últimos en adoptar un sistema monetario decimal. En 1974, el rial pasó a dividirse en 100 fils, aunque la inflación ha causado las denominaciones fils hayan desaparecido de la circulación.
Después de la unificación de Yemen en el año 1990, se adoptó el rial yemení.

## Monedas
En el reinado del Imán Yahya (1904-1948), monedas de bronce fueron emitidas en valores de 1 zalat, 1 halala y 1 buqsha, junto con otras acuñadas en plata de 1 buqsha, 1/20, 1/10, ⅛, ¼ y 1 rial. En el reinado de su sucesor, Imam Ahmad (1948-1962), se interrumpió  la emisión de monedas de plata de 1 buqsha y de 1/20 de rial, pero aqparecieron monedas de 1/16 y ⅛ de rial. Excepcionalmente, las numismas de 1/16 y ⅛ de rial fueron pentagonales.
Monedas de oro denominadas en guineas se acuñaron también, sobre todo para fines de presentación.
En el año 1962, en la República Árabe de Yemen se emitieron las primeras monedas de ⅛ y 1 buqsha de bronce, 1⁄20, 1⁄10, 2⁄10  y ¼ de rial que poseían un estilo parecido a las últimas monedas que circularon en la monarquía. En 1963 se acuñó una nueva serie de monedas que consistía en piezas de  ½, 1, y 2 buqsha de Bronce de Aluminio, mientras que las otras monedas de 5, 10, 20 buqsha y 1 rial fueron hechas de plata.
En 1974, se decimalizó la moneda de la república. Se introdujo un nuevo set de numismas compuesto de monedas de 1 fils de Aluminio, 5 y 10 fils de latón, 25 y 50 fils de Cupro-Níquel. Dos años después se introdujo, también en Cupro-Níquel, una moneda de un rial.

## Billetes
En 1964, el gobierno introdujo el papel moneda en Yemen del Norte imprimiendo billetes de 1 y 5 riales. Estos fueron seguidos por otros de 10 y 20 buqsha en 1966, se agregó más tarde uno de 10 riales en 1967 y luego fueron impresos billetes de 20 y 50 riales en 1971. En 1973, el Banco Central del Yemen se hizo cargo de la emisión de papel moneda, presentó una nueva serie de billetes de 1, 5, 10, 20 y 50 riales. Billetes de 100 riales fueron introducidas en 1975.